# Q Twins
 (juin 2021).
Les Q Twins est un groupe composé des sœurs chanteuses jumelles nées en 1997 à Nonoti- Kwazulu-Natal en Afrique du Sud.  Les deux sœurs sont apparues sur la scène musicale grâce à leur participation à l'émission Idols South Africa (en) en 2019 (en). Elle se sont révélées au grand public après leur collaboration avec DJ Tira (en) sur la chanson intitulée Hamba,,.

## Biographie
Viggy et Virginia Qwabe, plus connues sous leur nom de scène "Q-Twins" sont deux sœurs jumelles originaires d'Afrique du Sud et évoluant dans le monde de la musique plus précisément dans l' afro-pop,.

## Éducation
Le cursus scolaire des jumelles notamment les études  primaires et secondaires s'est fait à Nonoti. C'est dans cet univers qu'elles ont commencé à jouer devant un public ouvert lors de spectacles et d'événements scolaires. Le duo découvre son amour pour la musique à un très jeune âge et ces spectacles scolaires furent pour elles un tremplin,.

## Début dans l'univers musical
Les Q-Twins sont nées dans une famille chrétienne pratiquante. Leur géniteur  Lawrence Qwabe est en effet le fondateur de l'église Pure Freedom Christ, à Nonoti, au nord du Kwazulu, en Afrique du Sud. C'est là que les jumelles ont commencé à mettre leur voix au service de la chorale de l'église. Elles aimaient chanter et composaient elles-mêmes les chansons,,.

## Événements marquants
Bien que les deux sœurs fassent partie des dix premières lors de la saison quinze de l’émission Idols South Africa en 2019, Viggy a dû renoncer  après que Virgina n'ait pas obtenu suffisamment de voix pour continuer et le fait qu'il y avait de sérieuses allégations selon lesquelles l'émission aurait été truquée par les organisateurs n'a pas arrangé les choses. Mais malgré cette controverse, DJ Tira, qui les avait vus jouer pendant l'émission des idoles, dit être tombé amoureux de leur prestations et a décidé de les signer sous son label Afrotainment. Depuis cette signature, elles ont sorti le tube hamba qui a rencontré un franc succès et des critiques positives en Afrique du Sud et sur tout le continent. 
Zahara manifeste également un vive intérêt pour les filles : «J'ai appelé toutes les personnes dont je pensais qu'elles pourraient avoir leur numéro, même si elles savent que j'ai manifesté de l'intérêt pour les signer, au moins elles savent que je suis ouverte à travailler avec elles.»,.

## The Gift of Love
Le 25 septembre 2020 après leur départ de l'émission Idols South Africa et leur signature chez Dj Tira, les Q Twins ont sorti leur premier album, reçu positivement. L'album intitulé The Gift of Love est composé de onze titres,,,, :
1. Vuma ft. Claudio & Kenza
2. Show Me ft. Jaziel Brothers
3. Sobabili
4. Laba Abantu ft. Ntencane & DJ Tira
5. Amanga Abantu ft. Joocy
6. AmaGifts
7. Summer
8. Umuhle ft. Prince Bulo
9. Hamba ft. DJ Tira
10. I Will Always Love You
11. Soka L[18],[19],[20].